# Sæddonor
En sæddonor er en mand, der donorer sæd til f.eks. kunstig befrugtning eller videnskabelig forskning. Typisk bliver den pågældende donor (eventuel anonyme eller ikke-anonyme) belønnet økonomisk (i form af en ulempe- og transportkompensation snarere end betaling) for sin indsats. Den økonomiske belønning i sin størrelse for en donation er meget forskellig, men kan bl.a. markedsføres fra sædbanker som studiejob. 
Donation foregår typisk hos en sædbank, der står for indsamling, behandling, lagring og distribution af sædcellerne og på danske sæddonationer fra danske sæddonorer igennem danske sædbanker kan der tjenes mange penge, da de fleste sædbanker i Danmark ikke kun opererer og distribuerer nationalt, men også internationalt.  Derudover har store og privatejede sædbanker hovedsæde i Danmark, der sammen med fertilitetsselskaber  har skabt et normativt image om danske sæddonorer, som yderlige har fået større national og international opmærksomhed fra medierne.  Ydermere har dette image ført til en stigende fertilitetsturisme til Danmark.
Indtil 2021 kunne danske sædbanker sende sæddonationer fra sæddonorer direkte til private adresser Worldwide. Dette blev dog umuliggjort ved at patientsikkerheden og sporbarheden af vævs- og kønsceller skulle øges i henhold til et EU-direktiv og Vævsloven. 

## Screening og matching
En sæddonor bliver i dag screenet og gjort som subjekt i en sædbank, hvorved genotype og fænotype (hår-, øjen- og hudfarve, højde, drøjde, blodtype, vægt og etnicitet), alder, nationalitet, psyko-sociale karakteristika (personligheds, intelligens- og emotional intelligens test) og interesser (uddannelse eller beskæftigelse) og familiær sygdoms historik (arvelige sygdomme) kan afgøre en væsentlig rolle. Derudover bliver sæddonorer i danske sædbanker testet for sædkvalitet (typisk 200 mill. motile sædceller per ml for blive godkendt), kromosombesætning (karyotype) og køns- samt arvelige sygdomme via sæd-, blod- og urin prøver. I nogle tilfælde kan der både indsamles lydoptagelser, håndskrevne beskeder, spørgeskemaer, voksen- eller børnebilleder af sæddonoren. Derudover skal sæddonoren tage stilling til om han vil være anonym eller ikke-anonym. 
Screeningen holdes fast i en donor journal (basis eller udvidet profil) der idag skal opbevares af en dansk sædbank i minimum 30 år.
Nogle af disse karakteristika fra en sæddonor i donorjournalen kan have betydning for de genetiske egenskaber en sæddonor arver videre til sit genetisk ophav.
Derudover kan sæddonorens karakteristika matches med modtager af donationen eller dennes partner. Matching af sæddonorens karakteristika er en udbredt praksis i kønscelle donation og hjælper til at skjule omkring tabuet for mandlig infertilitet. Derudover er matching af sæddonor ofte en mulighed for modtagere af donation at imøde gå en normativt forventning af omverdenen, samt for at kunne placere et donorbarn inden for en families slægt.

## Motivation og kompensation
Motivationen fra en sæddonor for at donere sin sæd, kan være meget forskelligt. Motivér kan blandt andet være af altruistiske, reproduktive, økonomiske eller sundhedsmæssige årsager, hvis ikke endda danner eller understreger handlingen en donors egen maskulinitet. 
En sæddonors handlen kan have eksistentiel betydning eller konsekvenser for både sæddonoren, modtageren og sæddonorens potentielle genetiske ophav. Derfor kan til dels en sæddonors handlen ved donation betragtes som egen stillingtagen til de moralske og etiske konsekvenser  hans donationer afføder, samt sin opfattelse, betydning og forståelse af slægtskab. 
Motivationen fra en ikke-anonym eller kendt sæddonor er oftere altruistisk motiveret end fra en anonym sæddonor.
I Danmark må der efter lovgivning ikke gives en direkte betaling for donation, men i stedet gives en ulempe- og transportkompensation, som vejledende fra lovgiver er sat til 300-500DKK. Kompensationen i sin størrelse for en donation kan dog variere og er således knyttet dels til sædbankers egne politikker. Sæddonationens sædkvalitet kan blandt andet have betydning for størrelsen af kompensationen.

## Regler
I Danmark kan en sæddonor via kunstig befrugtning være genetisk ophav til børn i 12 familier (eksklusiv søskende). Dette for at øge geografisk spredning, sporbarhed og for at minimere risiko for incest.
Dansk lovgivning regulerer derimod ikke antallet af mulige børn som følge af eksport af humane væv eller kønsceller, opnået gennem sæddonation i en dansk sædbank. Derved kan en pågældende (anonym eller ikke-anonym) sæddonor teoretisk via anvendelse af hans sæd blive genetisk ophav til mange børn; hvis ikke op til flere hundrede børn verden over , som alle er biologisk halvsøskende, blot så længe de lokale love overholdes. 
Uanset anvendelse af en sæddonors sæd i Danmark eller udlandet kan en sæddonor (anonym eller ikke-anonym), der donorer igennem en dansk sædbank ifølge dansk lov ikke dømmes som juridisk far til de fødte børn, der måtte blive til via hans donerede sæd. Ved en kendt sæddonor vil dog donoren oftest automatisk blive den juridiske far. 
I Danmark skal der søges tilladelse fra Styrelsen for Patientsikkerhed for selv at levere og transportere sæd i henhold til henholdsvis Vævsloven og Bekendtgørelse om assisteret reproduktion, fremfor eksempelvis være tilknyttet en sædbank eller sundhedsfaglig institution, som er det der er mest omfattende reguleret.
Åben sæddonation, med en kendt donor, skal ske gennem en sundhedsfaglig institution, for at minimere sundheds risiko for modtageren og sikre egnethed af en åben sæddonor. 

## Anonymitet, ikke-anonym og kendt
Denne artikel bør gennemlæses af en person med fagkendskab for at sikre den faglige korrekthed.

En anonym sæddonor vil efter dansk lov forblive anonym både overfor modtageren, men derudover også for det eventuelle biologiske ophav, der måtte blive til af hans donationer. Derved vil identitetsoplysninger fra sæddonoren aldrig givet videre fra en sundhedsfaglig institution. Anonymiteten er gensidigt, dvs. en sæddonor vil hellere ikke få oplysninger, hverken omkring modtagere eller eventuelle antal børn der måtte blive født af hans donationer. 
Anonymitetsprincippet har været et tilbagevendende emne i danske medier  og politikken, hvor der bl.a. har foreligget lovforslag til at afskaffe sæddonor anonymiteten i Danmark. Ydmere har flere medlemmer i Etisk råd, som vejleder Lovgivere i etiske spørgsmål udtalt sig for afskaffelsen af anonymitet.  Da sæddonation og sæddonor anonymitet inden for kunstig befrugtning og barnløshed i en global verden er blevet en kompleks størrelse, forskes der omfattende nationalt og internationalt.
Der er mange lande som tidligere kun har tilladt anonyme sæddonorer, men som har afskaffet anonymitetsprincippet, som bl.a. er begrundet i det ændrede eller eksisterende retssystem og opfattelsen af donorbarnets personlig identitets- eller individuel ret, der ved sæddonation står overfor sæddonorens og modtagerens ret for privatliv   I Europa er der lande som kun accepterer anonym donation, men internationalt er der er en stigende tendens til afskaffelsen af anonymitetsprincippet, hvor blandt andet lovgivning i Portugal (2018) og Frankrig (2022) for fremtidige sæddonationer fra sæddonorer har ændret sig og derfor ikke lovligt garanterer anonymitet for en sæddonor længere. 
Den teknologiske udvikling i form af DNA-hjemmetest, samkøring af databaser og internettet, har delvist umuliggjort en fuldstændig ‘de facto’ anonymitet af en (anonym eller ikke-anonym) sæddonors identitet overfor deres mulige genetiske ophav.
 Hertil er den danske befolkning relativt lille og homogent sammenlignet med andre lande, hvilket yderligere vanskeliggør eventuel anonymitet ved DNA sporing.
En ikke-anonym sæddonor er en donor, hvor donoren overfor modtagere ved anvendelse af hans sæd og eventuelle fødte børn forbliver anonymt. Denne anonymitetet er også gensidigt, dvs. en sæddonor vil hellere ikke få oplysninger, hverken omkring modtagere eller eventuelle antal børn der måtte blive født af hans donationer. En ikke-anonym donor har ved tidspunkt for donation invilget, at hans identitet kan oplyses overfor de eventuel fødte børn af hans donationer, hvis disse har opnået en vis alder. I Danmark er denne alder 18 år, hvor et donorbarn er blevet voksen og myndigt. Identitetsoplysninger af sæddonorer indsamles, håndteres og udleveres fra privat ejede sædbanker og ikke fra en statslig institution, som f.eks i Sverige, der blandt andet også administrer samtlig antal opnåede graviditeter af en enkelt sæddonor. 
I Danmark var det frem til 1. oktober 2012 kun muligt for fertilitetslæger at behandle barnløshed med sæd fra en anonym sæddonor, hvorimod det ikke gjalt jordemoderklinikker. Disse kunne både behandle patienter med sæd fra en anonym eller ikke-anonym donor. Men da der blev vedtaget en ny lov om kunstig befrugtning i sommeren 2012, blev reglerne ens for alle.

En åben eller kendt sæddonor er typisk en bekendt eller ven, der tilbyder sin hjælp som sæddonor. En kendt sæddonor er kendetegnet ved, at både donoren og modtageren ofte kender hinanden. En kendt sæddonor er den ældste type inden for sæddonation  og er fx. udbredt ved dannelse af en regnbuefamilie eller også inden for det nyere fænomen aftalt forældreskab. Ved en kendt sæddonor har barnet adgang til sæddonorens identitet allerede ved fødslen, da donoren oftest automatisk bliver den juridiske far. 

Donorbørn, der er blevet til ved hjælp fra en sæddonor og som er blevet oplyst om deres undfangelse, har mange forskellige opfattelser og navne på hvad en sæddonor er. Derudover er det meget forskelligt hvor meget en sæddonors rolle fylder i donorbarnets liv, uanset donor type. 